# Brak (literatura)

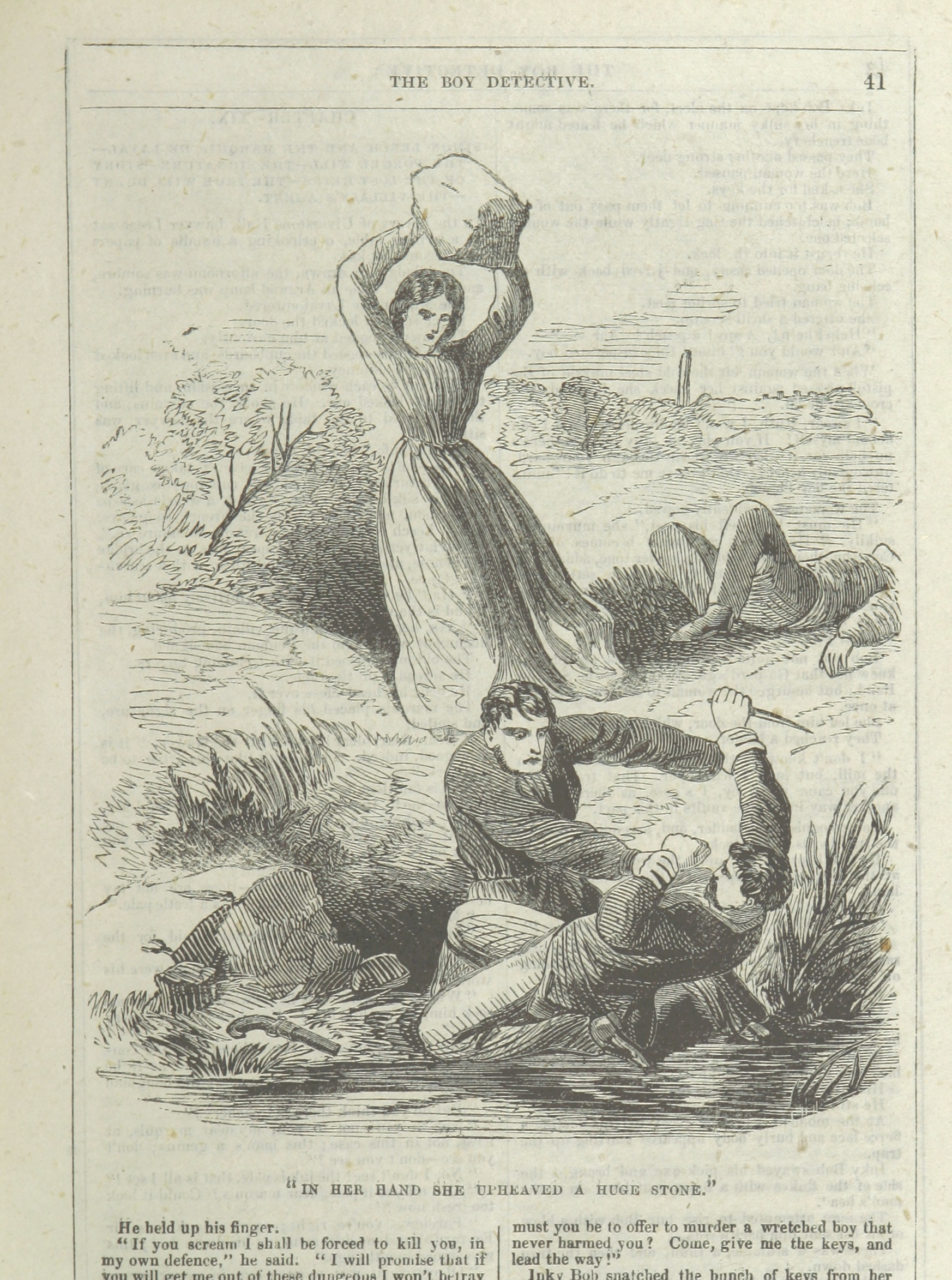
Drastická ilustrace k sešitu The Boy Detective; or, the Crimes of London. A romance of modern times (1866)

Brak je druh literatury, který neodpovídá kritériím literatury „vysoké“. Výraz pochází z německého výrazu pro vadný výrobek určený k vyhození a od devatenáctého století se užívá pro pejorativní označení určitých literárních žánrů. Většinou se tak označuje žánrová tvorba, která vzniká na základě pevně daných žánrových pravidel; nejprve krvavé romány, později detektivky, kovbojky či tzv. červenou knihovnu.
Literární brak jako ne-literatura v různých dějinných obdobích podléhal cenzuře.

## Československo
V roce 1949 proběhla likvidační akce ve znárodněných skladech českých soukromých nakladatelů. U zabavených titulů, jejichž počet byl 1888, byl posuzován obsah díla a případně i osobnost autora. Do „nové“ literární kultury nebyla například vpuštěna díla Cizinec od Alberta Camuse (autor je vedoucí existencialista), Studie o hysterii Sigmunda Freuda (pavěda) či většina titulů Dostojevského. Jiří Taufer odsoudil celé dilo Merežkovského s tím, že „musí přijít do stoupy“. Jako „existencialistický brak“ byla označena Pustá země od T. S. Eliota, jiné tituly byly označeny jako brak americký, humoristický, reakční, spiritualistický, bezcenný naturalistický, reakčně rasistický. Nedokončený obraz Jana Vladislava byl v očích cenzorů „mystický, existencialistický protihumanistický brak“.